# Brad Armstrong (attore pornografico)
Brad Armstrong, pseudonimo di Rod Hopkins (Toronto, 23 settembre 1965), è un attore pornografico e regista pornografico canadese.

## Biografia
Dopo aver frequentato il college nella facotà di pubblicità, a 17 anni, con un documento falso, ha iniziato a lavorare in Canada come spogliarellista per oltre 10 anni prima di entrare nell'industria pornografica grazie alla collega Erica Boyer con la quale ha girato Bowlers From Boston, la sua prima scena, insieme a Randy Spears, Eric Price e altre due donne.
Oltre come attore, Brad Armstrong si è affermato dal 1995 come regista lavorando per oltre 20 anni con Wicked Pictures e dirigendo film che hanno ottenuto numerosi AVN Awards come Manhunters, Speed, Underworld, Aftermath e The Preacher's Daughter. Nel 2021, interrotta la storica collaborazione con Wicked, ha firmato un contratto come regista in esclusiva con il Vixen Media Group.

## Vita privata
Armstrong è stato sposato tre volte. Il suo primo matrimonio è quello con Dyanna Lauren, da cui ha divorziato nel 1992. Dal 1996 al 2001 è stato sposato con Jenna Jameson. Nel 2006 si è sposato con Jessica Drake; anche questo matrimonio si è concluso, nel 2021.

## Filmografia parziale
- Wanted, regia di Stormy Daniels (2015)

## Riconoscimenti
AVN Awards
- 2002 - Best Director - Video per Euphoria[8]
- 2002 - Best Screenplay - Video per (Euphoria[9]
- 2003 - Best Actor - Film per Falling From Grace[10]
- 2003 - Best Screenplay - Film per Falling From Grace[11]
- 2004 - Hall of Fame[12]
- 2005 - Best Screenplay - Film per The Collector[13]
- 2007 - Best Director – Film per Manhunters[14]
- 2007 - Best Screenplay – Film per Manhunters[15]
- 2008 - Best Actor - Video per Coming Home[16]
- 2009 – Best Double Penetration Sex Scene per Fallen con Jessica Drake e Eric Masterson[17]
- 2009 - Director of the Year[18]
- 2010 – Best Group Sex Scene per 2040 con Kirsten Price, Alektra Blue, Jessica Drake, Mikayla Mendez, Kaylani Lei, Tory Lane, Jayden James, Kayla Carrera, Randy Spears, Rocco Reed, Marcus London, Mick Blue e T.J. Cummings[19]
- 2011 - Best Director – Feature per Speed[20]
- 2012 - Best Director – Parody per The Rocki Whore Picture Show: A Hardcore Parody[21]
- 2012 - Best Screenplay – Parody per The Rocki Whore Picture Show: A Hardcore Parody[22]
- 2014 - Best Director – Feature per Underworld[23]
- 2014 - Best Screenplay per Underworld[24]
- 2014 - Best Safe Sex Scene per Sexpionage: The Drake Chronicles con Jessica Drake[25]
- 2015 - Best Director – Feature per Aftermath[26]
- 2015 - Best Screenplay per Aftermath[27]
- 2017 - Best Supporting Actor per The Preacher's Daughter[28]

NightMoves Award
- 2002 - Best Director (Fan's Choice)[29]
- 2013 - Best Director - Non-Parody (Fan's Choice)[30]
- 2014 - Best Director - Feature (Fan's Choice)[31]
- 2015 - Best Director - Feature (Editor's Choice)[32]
- 2017 - Best Director - Feature (Fan's Choice)[33]

Urban X Awards
- 2011 - Best Director - Features

XBIZ Awards
- 2010 - Director of the Year - Individual Project per 2040[34]
- 2014 - Director of the Year - Feature Release per Underworld[35]
- 2017 - Director of the Year - Feature Release per The Preacher's Daughter[36]
- 2017 - Screenplay of the Year per The Preacher's Daughter[37]
- 2020 - Best Supporting Actor per Love Emergency[38]

XRCO Awards
- 2007 - Best Director - Features[39]
- 2008 - Best Director - Features[40]
- 2009 - Best Director - Features[41]
- 2009 - Hall of Fame[42]
- 2011 - Best Director - Features[43]
- 2017 - Best Director - Features[44]